# Турай ришон

Нарукавный шеврон (армия и ВВС)

Нарукавной шеврон (ВМФ)

Турай ришон (ивр. טוראי ראשון‎), или Тараш (ивр. טר"ש‎) — воинское звание военнослужащих срочной службы в Армии обороны Израиля.
Примерно соответствует российскому званию ефрейтора или званиям «Lance corporal»  или Рядовой первого класса в армиях мира. В настоящее время не используется.

## История
При образовании государства Израиль многие звания в Армии обороны Израиля были разными для каждого рода войск. Так, в сухопутных войсках это звание имело наименование «Турай ришон», в ВВС — «Авираи ришон» (ивр. אוויראי ראשון‎ в переводе «первый летчик»), во флоте — «Малах ришон» (ивр. מלח ראשון‎ в переводе «первый матрос») .
В начале 1951 года, в процессе реформы, низшие звания во всех родах войск были стандартизованы по сухопутным войскам и получили общее название «Турай ришон» .
С 1991 года это звание не присваивается, но до 1999 года оставалось в системе званий Армии обороны Израиля для резервистов; летом 1999 года звание было официально отменено, а все резервисты, всё ещё имевшие его, получили звание «Рaбат».

## Знаки отличия
Обозначалось одинарным нарукавным шевроном (ивр. פס אחד‎).